# Gervase Elwes
Gervase Henry Cary Elwes, DL, meglio noto come Gervase Elwes (Billing Hall, 15 novembre 1866 – Boston, 12 gennaio 1921), è stato un tenore inglese di grande distinzione, che esercitò una forte influenza sullo sviluppo della musica inglese dai primi del 1900 fino alla sua morte nel 1921 a causa di un incidente ferroviario a Boston nel pieno della sua carriera.

## Biografia
Elwes nacque a Billing Hall, Northampton, figlio di Alice Geraldine (nata Ward) e Valentine Dudley Henry Cary-Elwes, discendente di John Elwes. Discendente di proprietari terrieri del Northamptonshire e del Lincolnshire, fu educato presoo The Oratory School (una scuola della Chiesa cattolica) e alla Woburn School, Weybridge, dove arrivò nel 1885 e infine alla Christ Church, Oxford, dove era attivo come giocatore di cricket e violinista. All'età di 22 anni sposò Lady Winifride Mary Elizabeth Feilding, figlia di Rudolph Feilding, VIII conte di Denbigh. Dopo Oxford si formò come avvocato e diplomatico, trascorrendo alcuni anni a Bruxelles, dove iniziò le sue prime lezioni ufficiali di canto all'età di 28 anni. Dovette tuttavia superare una convenzione sociale che impediva a un membro delle classi superiori di diventare un cantante professionista e non fu se non ai primi del 1900, quando aveva trent'anni inoltrati, che diede le sue prime esibizioni professionali a Londra. I suoi insegnanti più importanti furono Jacques Bouhy a Parigi (1901–1903) e a Londra Henry Russell e Victor Biegel, che rimasero suo amico e insegnante per tutta la vita. Bouhy gli chiese di decidere tra una carriera baritonale nell'opera o una carriera di tenore in oratori e concerti e scelse quest'ultima.
La sua prima apparizione professionale a Londra fu al fianco di Agnes Nicholls in Wallfahrt nach Kevlaar. un ciclo di canzoni di Engelbert Humperdinck, alla St James's Hall, con la Handel Society sotto J. S. Liddle alla fine di aprile 1903 e subito dopo apparve al Westmorland Festival. Nel giugno del 1903 fu udito al Royal College of Music di Londra da Charles Villiers Stanford, che lasciò la stanza e portò Hubert Parry ad ascoltarlo. Il violinista Professor Kruse, che stava allora tentando di rianimare i "Pop" del sabato alla St James's Hall, saltò giù dalla sedia e lo ingaggiò immediatamente e fu Kruse che organizzò la sua prima apparizione ne Il sogno di Geronte di Edward Elgar all'inizio del 1904 come aggiunta al suo Festival di Beethoven. Anche Harry Plunket Greene, che aveva incoraggiato Elwes durante questa audizione, rimase suo amico per tutta la vita.

## Caratteristiche vocali
Elwes aveva una voce interamente nella coloritura inglese, ma con un'insolita qualità di sincerità e passione e di notevole potenza. La sua dizione e intonazione erano molto sicure, il suo modo di porgere un po' da "gentiluomo" ma il suo fraseggio lungo nel concepimento e pieno di intense inflessioni melodiche. Il suo canto possedeva un fervore spirituale derivante dalla disposizione religiosa dei suoi genitori, che avevano compiuto il passo insolito di convertirsi al cattolicesimo romano quando lui aveva cinque anni.
Victor Beigel, un "piccolo viennese tondo e calvo", era stato per qualche tempo l'accompagnatore del celebre cantante tedesco di lied Raimund von zur-Mühlen e aveva una comprensione speciale delle canzoni di Johannes Brahms, che insegnò a Elwes. Vi fu un grande rapporto e il suo insegnamento, specialmente durante la sua residenza di sei mesi a Billing Hall (una delle tenute di Elwes) nel 1903, liberò completamente e rilassò la voce di Elwes, aprendo la strada alla potenza ed alla brillantezza del suo registro acuto ed alla resistenza vocale che gli permise di mantenere grandi ruoli da oratorio (per i quali era molto richiesto) con assoluta convinzione attraverso una carriera di cantante di quasi due decenni.

## Elwes e la musica nel Lincolnshire
Nei primi anni del 1900 Elwes e sua moglie svolsero un ruolo importante nell'incoraggiare e organizzare i Festival provinciali dei concorsi musicali nel Lincolnshire (Elwes spesso dirigeva o cantava), incentrati sulla loro casa di famiglia, il maniero di Brigg.
Nel 1905, su suggerimento del suo amico Percy Grainger, fu inserita una lezione aperta per cantanti folk. Di conseguenza furono raccolte molte canzoni meravigliose, in particolare da Joseph Taylor (che realizzò alcuni dischi per la Gramophone Company). Taylor fu la fonte della melodia usata da Delius per la sua Brigg Fair.

## GerontiuseLa passione secondo Matteo

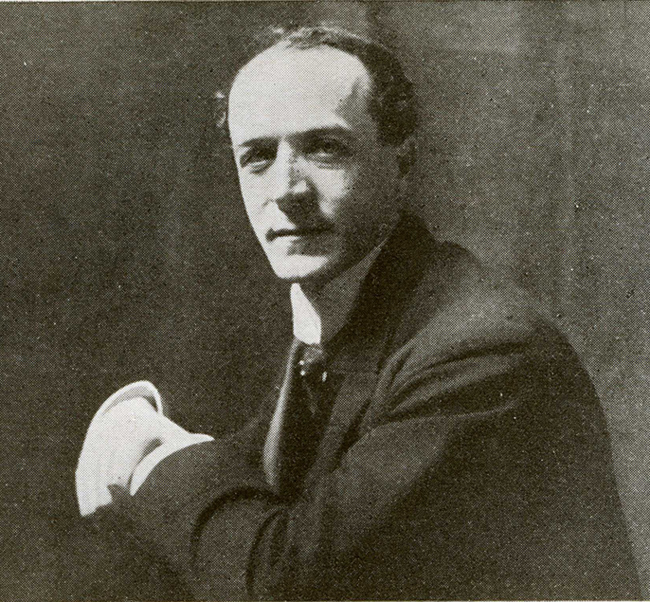
Elwes, circa nel 1920 (foto di Robin Legge).

Elwes divenne il più grande interprete vivente (insieme a John Coates) de Il sogno di Geronte di Edward Elgar, che eseguì per la prima volta il 9 aprile 1904, con Muriel Foster e David Ffrangcon Davies alla Queen's Hall sotto la direzione di Felix Weingartner. Fu ispirato dalla musica ascoltando l'esecuzione del concerto nel maggio 1903, appena precedente l'apertura cerimoniale della Cattedrale di Westminster. L'autenticità religiosa della sua interpretazione fu immediatamente riconosciuta. Ha eseguito il lavoro 118 volte in tutto. È inoltre stato completamente identificato con il ruolo dell'Evangelista nella Passione secondo Matteo di Bach. Le sue apparizioni ai Festival dei tre cori e quelle di Peterborough e Norwich, diventarono incontri fissi annuali. Nel 1908 al Norwich Festival fu accompagnato (secondo Henry J. Wood) in Geronte dal contralto olandese Julia Culp e nello stesso festival eseguì il Magnificat di Bach con Louise Kirkby Lunn e Herbert Witherspoon. Nel 1909 Elwes cantò Geronte e la Passione secondo Matteo Evangelista a New York con Walter Damrosch.
Julia Culp cantò il ruolo dell'Angelo di Geronte al London Music Festival il 22 maggio 1911 con Elwes, con Herbert Brown e il Norwich Festival Chorus e Wood afferma che questa fu l'occasione in cui Elwes stabilì definitivamente la sua reputazione come il più grande interprete di quel ruolo. Cinque giorni dopo Wood ed Elwes chiusero il Festival del 1911 con un'esibizione della Passione secondo Matteo con Agnes Nicholls, Edna Thornton, Herbert Brown, Herbert Heyner e Robert Radford. Fu sempre nel 1911, alla Queen's Hall, che tenne la prima dell'oratorio di Franco Leoni sulla Passione, Golgota, con Clara Butt, Kennerley Rumford e Maggie Teyte negli altri ruoli da solista.
Nel maggio del 1916 tenne sei esibizioni di Geronte in altrettanti giorni consecutivi, con Clara Butt nei panni dell'Angelo, Charles James Mott (l'Angelo dell'Agonia) e Herbert Brown (Sacerdote), la Leeds Choral Union e la London Symphony Orchestra, diretta dallo stesso Elgar, in aiuto della Croce Rossa Internazionale. La sua ultima esibizione avvenne a Northampton nell'ottobre 1920, con Robert Radford e Norah Dawnay, poco prima di partire per la sua tournée americana.

## Lied

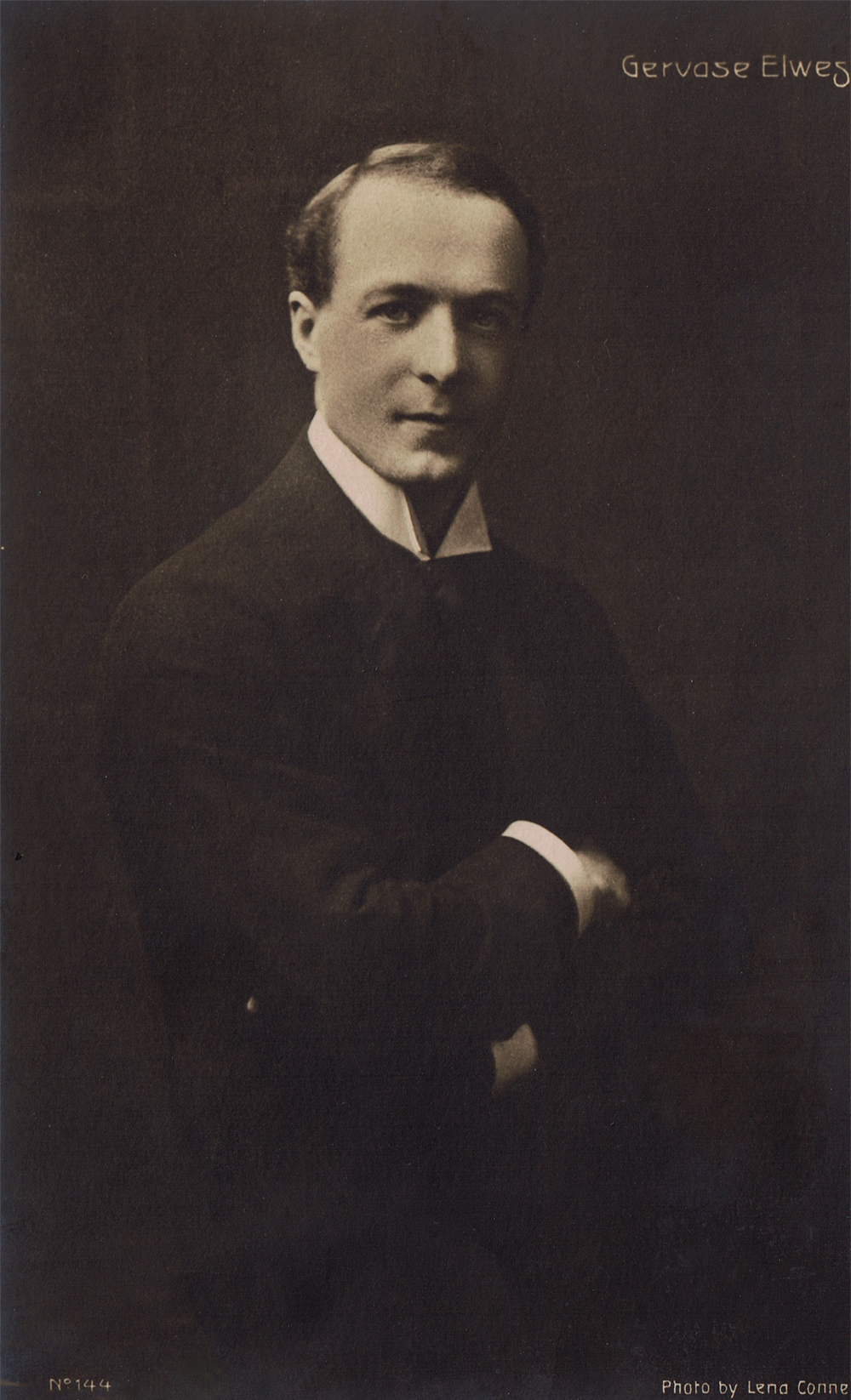
Elwes, nel 1918 circa (foto di Lena Conne)

Elwes divenne il principale interprete di origine inglese dei lieder di Brahms nei primi decenni del XX secolo. Nel gennaio del 1907 fece una tournée in Germania che comprendeva Berlino, Monaco, Lipsia, Francoforte e Colonia, cantando con Fanny Davies (una celebre allieva di Clara Schumann). Cantava programmi misti, ma la sua interpretazione dei lieder tedeschi, in tedesco, specialmente di Brahms, era molto ammirata. In seguito cantò anche cantate come Komm bald, Am Sonntag Morgen, Salamander, Ein Wanderer, Wir wandelten, Auf dem Kirchhof, Magyarisch, Die Kränze, Ständchen e Botschaft. Cantò il Liebeslieder di Brahms a Bruxelles nel 1908 con Marie Brema e a Londra tenne un recital con Paderewski. Nel gennaio 1913 alla Queen's Hall, sotto Henry J. Wood, cantò Das Lied von der Erde di Mahler in compagnia del contralto Doris Woodall: Wood lo considerava "eccessivamente moderno ma molto bello".  Brahms rimase al centro del repertorio di Elwes fino alla fine e cantò anche lieder di Grieg, Dvořák e George Henschel. All'inizio della sua carriera trovò un accompagnatore ideale in Frederick B. Kiddle e rimasero uniti fino alla sua morte.
Nel gennaio del 1912 in un recital per Henry Wood alla Queen's Hall, Elwes presentò le ambientazioni delle poesie di Paul Verlaine di Poldowski (Lady Dean Paul, nata Régine Wieniawski, figlia di Henryk Wieniawski). Queste canzoni ebbero un grande successo a Parigi e questa esibizione fece un profondo effetto. Durante la prima guerra mondiale cantò in una tournée di concerti per i soldati britannici in Francia organizzati da Lena Ashwell.

## Le canzoni d'arte inglesi
Ma fu come cantante della canzone d'arte inglese e amico di molti importanti compositori inglesi, che Elwes ha lasciato la sua eredità più duratura. Fu il dedicatario e il primo interprete, nonché la prima persona a farne una registrazione, del ciclo di canzoni di Ralph Vaughan Williams On Wenlock Edge e di molte delle migliori canzoni di Roger Quilter (incluso il ciclo To Julia), entrambi scritti pensando alla sua voce. Nel 1912 diede la prima esibizione del ciclo di canzoni di Thomas Dunhill The Wind Among the Reeds for the Philharmonic Society. Aveva la sincera ammirazione di ogni generazione da Charles Villiers Stanford a Frank Bridge e i loro successori riconoscono ancora l'autorità della sua influenza. Fu anche una meravigliosa fonte d'ispirazione per i principali cantanti britannici del suo tempo, come testimoniano i loro numerosi memoriali privati e pubblicati.

## Famiglia
Era il fratello di Dudley Cary-Elwes, vescovo cattolico romano di Northampton. Elwes si sposò a Kensington l'11 maggio 1889 con Lady Winefride Mary Elizabeth Feilding (deceduta il 24 febbraio 1959), presidente nazionale della Catholic Women's League, figlia di Rudolph Feilding, VIII conte di Denbigh e Mary Berkeley. Vivevano a The Manor House, Brigg, nel Lincolnshire e a Billing Hall, nel Northamptonshire ed ebbero sei figli e due figlie insieme:
- Robert Geoffrey Gervase John Elwes (1890–1956), soldato della prima guerra mondiale
- Rudolph Philip Cary Elwes (1892–1962), Capitano delle Coldstream Guards
- Francis Guy Robert Elwes (1896–1966), architetto e designer d'interni
- Monsignor Aubrey Valentine Denis Elwes (1899–1966 Brigg, Lincolnshire), religioso cattolico romano
- Sir Richard Everard Augustine Elwes (1901-1968), giudice dell'Alta Corte e Storico di Northampton
- Simon Edmund Vincent Paul Elwes (1902-1975), ritrattista e accademico reale; nonno dell'attore Cary Elwes.
- Margaret Elwes, che sposò il tenente colonnello J. E. Sandars di Gate Burton Hall. Ebbero una figlia, l'attrice bambina Clare Sandars, che sposò Sir James McEwen, BT.
- Chiara Mary Alice Cynthia Catherine Celia Elwes (1905–1998), che sposò nella Cattedrale di Westminster nel 1940 Sir John Henry Keswick, KCMG[35] (1906-1982), e ebbe una figlia Margaret, nota come Maggie Keswick, autrice di giardinaggio (1941–1995), che fondò i Maggie's Centres per coloro che soffrono di cancro.[36] Ha lasciato i due figli, avuti da suo marito, l'architetto paesaggista Charles Jencks.

## Morte
Il 12 gennaio 1921 Elwes rimase ucciso in un terribile incidente alla stazione ferroviaria di Back Bay a Boston, nel Massachusetts, nel bel mezzo di una tournée di alto profilo negli Stati Uniti al culmine delle sue potenzialità. Elwes e sua moglie erano scesi sul marciapiedi quando il cantante aveva tentato di restituire al direttore un cappotto che era caduto dal treno. Si sporse troppo lontano e fu investito dal treno, cadendo tra le carrozze in movimento ed il marciapiedi. Morì per le ferite riportate poche ore dopo. Aveva 54 anni. Una settimana dopo l'evento Edward Elgar scrisse a Percy Hull, "la mia perdita personale è maggiore di quanto io possa sopportare di pensare, ma questo non è niente, o devo dire così, rispetto alla perdita artistica generale, una perdita impossibile da riempire, nel mondo musicale".

## Memoriali
Tra i numerosi concerti commemorativi a livello nazionale, fu tenuta alla Royal Albert Hall un'esibizione commemorativa de Il sogno di Geronte, durante la quale John Coates e Frederick Ranalow cantarono con la Royal Choral Society. Fu istituito il Benevolent Fund for Musicians per la prima volta come "Gervase Elwes Memorial Fund for Musicians" e la sua figura divenne una genialità al vertice della musica inglese del XX secolo. La sua particolare associazione con i testi di Alfred Edward Housman e con la musica di Elgar e la sua morte subito dopo la prima guerra mondiale, rafforzano la sua incarnazione della generazione perduta edoardiana, forse l'ultima in cui la sua convinzione religiosa avrebbe potuto renderlo caro così profondamente a così tanti. Allo stesso tempo il Glasgow Orpheus Choir istituì una Gervase Elwes Silver Medal e il Feis Ceoil di Dublino inaugurò la sua Gervase Elwes Memorial Cup. Un coro intitolato a lui fu fondato a Walsall. Una placca col suo ritratto di Arthur Vokes fu installata nel centro del villaggio di Billing.
Un suo ritratto di Malvina Hoffman fu inviato dalla signora Vincent Astor ed è stato allestito in una nicchia appositamente preparata sul grande piano della vecchia Queen's Hall (la sede originale dei Promenade Concerts) come memoriale commemorativo dei suoi amici americani, scoperto nel 1922. Intorno all'arco della nicchia c'è un motto: "Con tutto il suo cuore ha cantato canzoni ed ha amato colui chi lo ha creato". In quell'occasione due corali di Bach furono dirette da Vaughan Williams.
Sir John Barbirolli (un successore del direttore originale di Geronte, Hans Richter, come direttore dell'Hallé Orchestra, che aveva suonato come violoncellista orchestrale in Geronte sotto la bacchetta di Elgar con Elwes che interpretava l'Anima) ricordava Elwes come "quel grande e nobile artista". Oltre ad essere un grande cantante, Elwes fu un importante fotografo dilettante e dedicava gran parte del suo tempo libero a fotografare nelle sue tenute.

## Registrazioni e discografia
Elwes registrò dapprima nel 1911–1913 per la Gramophone Company e poi per la Columbia Graphophone Company. Questo elenco è ritenuto completo per le registrazioni conosciute di questo artista.

### HMV[44][45]
- 4-2156 Phyllis hath such charming graces (Lane Wilson arr.) incisa il 29 luglio 1911 (matrix y13904e).
- 4-2161 Absent yet present (Maude Valerie White) incisa il 29 luglio 1911 (matrix y13902e).
- 4-2189 Morning Hymn (Henschel) incisa il 17 novembre 1911 (matrix ab14297e).
- 4-2195 To Daisies, and Song of the Blackbird (Quilter) incisa il 17 novembre 1911 (matrix ab14296e).
- 4-2232 Sigh no more, ladies (Aiken) incisa il 3 settembre 1912 (matrix y15619e).
- 7-42004 Ich liebe dich (Grieg) incisa il 17 novembre 1911 (matrix ab14298e).
- 02379  So we'll go no more a-roving (M.V. White) incisa il 17 ottobre 1911 (matrix ac5577f), su YouTube..
- 02379X So we'll go no more a-roving (M.V. White) incisa il 27 dicembre 1912 (matrix z6936f).

### Columbia
- 65826 Battle Hymn (arr Stanford)/F.B. Kiddle
- 65827 Sonnet XVIII (W.A. Aiken)/F.B. Kiddle
- 6847  Blow, blow thou winter wind (Quilter) 1916, su YouTube..
- 6848 Fill a glass with golden wine (Quilter)
- 6849 In Summertime on Breedon (Peel)
- 6850   Now sleeps the crimson petal, and Love's Philosophy (Quilter) 1916, su YouTube..
- 6851   The Roadside Fire (Vaughan Williams) 1920, su YouTube..
- 6852 Cuckoo Song (Quilter)
- 71017 Listen to the voice of love
- 71018 Brittany
- 71051 Gifts (Taylor)/F.B. Kiddle
- 71052 By Wenlock Town (Janet Hamilton)/F.B. Kiddle
- 74150 The Lake Isle of Innisfree (Ley)/F.B. Kiddle
- 74151 A Sea Dirge (Dunhill)/F.B. Kiddle
- 75329  O Mistress Mine! and Fair House of Joy (Quilter), su YouTube.
- 75330 Songs my mother taught me (Dvorak)
- 75357 A carol of bells (C.V. Stanford)/F.B. Kiddle
- 75360  Where'er you walk (Handel)/F.B. Kiddle, su YouTube.
- 75419  On Wenlock Edge (Vaughan Williams)/London String Quartet, su YouTube.
- 75420 From far, from eve and Oh when I was in love with you (Vaughan Williams) /London String

### Quartetti
- 75421 Is my team ploughing? (Vaughan Williams)/London String Quartet
- 75422 Bredon Hill (Vaughan Williams)/London String Quartet
- 75423 Clun (Vaughan Williams)/London String Quartet
- 76089 So sweet love seemed (Piggot) and Jenny kissed me (Brougham)/F.B. Kiddle
- 76091 A Pastoral (Colin Taylor)/F.B. Kiddle
- 76092 Love went a-riding (Bridge)/F.B. Kiddle
- 76093  Lift up your heads on high (Bach)/F.B. Kiddle, su YouTube.

Un CD pubblicato nel 2011 contiene trenta tracce della discografia di Elwes. Il CD segna il 90º compleanno del Musicians Benevolent Fund ed è disponibile in cambio di una donazione in beneficenza sul sito Musicians Benevolent Fund website.